# Jacques Glowinski
Jacques Glowinski (* 30. August 1936 in Paris; † 4. November 2020 ebenda) war ein französischer Neuropharmakologe. Er war Professor am Collège de France und Mitglied der Académie des sciences.

## Leben
Jacques Glowinski studierte in Paris Pharmazie und forschte zunächst am Marey-Institut des Collège de France und dem Labor für Radionuklide des Instituts Pasteur. Nach der Synthese von radioaktivem Dopamin führte er Studien zum zerebralen Metabolismus der radioaktiv markierten Substanzen Dopamin und Noradrenalin durch.
Von 1963 bis 1966 war er am National Institute of Health in Bethesda in den Vereinigten Staaten tätig, wo er im Team von Julius Axelrod arbeitete. Er widmete sich in dieser Zeit insbesondere dem Hirnstoffwechsel der Katecholamine und dem Wirkmechanismus von Trizyklischen Antidepressiva.
Nach seiner Rückkehr nach Frankreich wurde Glowinski als Forscher an das Institut national de la santé et de la recherche médicale (INSERM) berufen. Im Jahr 1968 habilitierte er. Glowinski war von 1973 bis 1977 außerordentlicher Professor an der Universität Paris VII. Von 1982 bis 2006 war er Professor für Neuropharmakologie am Collège de France. Glowinski starb am 5. November 2020 im Alter von 84 Jahren.

## Ehrungen
Jacques Glowinski wurde 1986 mit dem Richard Lounsbery Award geehrt und erhielt 2005 den INSERM-Ehrenpreis. 2008 erhielt er vom European College of Neuropsychopharmacology eine Auszeichnung für sein Lebenswerk. Im Jahr 1992 wurde er Mitglied der Académie des sciences. Außerdem erhielt er die Ehrendoktorwürde der École des hautes études commerciales de Paris. Glowinski war Commandeur de la Légion d’Honneur, Commandeur de la Ordre national du Mérite und Mitglied der Academia Europaea.

## Publikationen
- Jacques Glowinski, François Cardinali: Le Cerveau-Architecte. Le Collège de France dans le XXIè siècle. Hrsg.: Michel de Maule. ISBN 978-2-87623-619-6.